# Cançó dels Pelegrins
La Cançó dels Pelegrins és una cançó popular que es canta durant la festa del Pelegrí de Tossa, immediatament després que el Síndic ha anunciat el compliment del Vot. Va ser escrita per Manuel Vilà i Dalmau i es cantà per primera vegada l'any 1935. Al principi es cantava amb la música de La Balanguera i no va ser fins al 1956 que Francesc Civil i Castellví li compongué una melodia pròpia, que és l'actual.